# Bigend Saddle
La Bigend Saddle (in lingua inglese: selletta del perno della testa di biella) è una selletta (o valico) antartica situata sul fianco sudovest del Monte Betty, nella parte settentrionale dell'Herbert Range, catena montuosa che fa parte dei Monti della Regina Maud, in Antartide. 
Il valico fu attraversato per la prima volta nel dicembre 1929 dal gruppo geologico guidato dal geologo americano Laurence McKinley Gould (1896–1995), che faceva parte della spedizione verso il Polo Sud capitanata dall'esploratore antartico Richard Evelyn Byrd.
 
La denominazione fu assegnata dal gruppo sud della New Zealand Geological Survey Antarctic Expedition (NZGSAE), 1961–62, perché una delle slitte a motore della spedizione fu abbandonata qui in quanto si era rotto uno dei perni della testa di biella dell'albero a gomiti del motore.